# Vanvucești, Alba
Vanvucești este un sat în comuna Arieșeni din județul Alba, Transilvania, România.